# Apoftegma
Apoftegme ali izreki svetih starcev (grško apophthégmata hagíon gerónton; latinsko Apophthegmata Patrum) so izreki, odgovori na vprašanja ali včasih kratke anekdote, ki so jih stari menihi izrekli svojim učencem. V sebi nosijo globoke sadove samotnega meniškega življenja in premišljevanja.
Po navadi so jih izrekli puščavski očetje, učenci pa so jih premišljevali, dokler jih niso tudi sami v sebi dojeli. Apoftegme so se predajale po ustnem izročilu in so se zato oblikovale v različnih okoljih in različicah. V meniških skupnostih pa so se začele oblikovati tudi zapisane zbirke apoftegem, na primer v polanahoretski skupnosti v Sketis. Čeprav so apoftegme nastajale v konkretnem okolju in v meniškem premisleku, vseeno nosijo trajen pomen. Pri njihovem branju jih zato lahko razumemo zgolj kot informacijo, kot konkretno navodilo, primer (eksempel), ali pa skušamo dojeti njeno globoko vsebino, ki se dotika duhovne ravni med pripovedovalcem, poslušalcem in izhaja iz evangelija o Jezusu Kristusu. V slovenščino je prevedena zbirka apoftegem, ki navaja stoenaintrideset puščavskih očetov po abecednem redu, med njimi tudi dve puščavski materi.
Primer apoftegme:
On je tudi rekel: »Nihče ne more priti v Božje kraljestvo, ne da bi bil skušan. Odvzemi skušnjave in nihče ne bo odrešen.« (Aba Anton 5)